# Урожайновское сельское поселение (Симферопольский район)
Урожайновское се́льское поселе́ние (укр. Урожайнівське сільське поселення, крымскотат. Урожайное кой юрту, Чоюнча кой юрту) — муниципальное образование в составе Симферопольского района Республики Крым России.

## География
Поселение расположено в центральной части района, на южной окраине степной зоны Крыма, в долине Чуюнчи, в среднем течении. Граничит на севере с Первомайским, далее по часовой стрелке с Донским, Трудовским и Молодёжненским сельскими поселениями.
Площадь поселения 51,97 км².
Основная транспортная магистраль: автодорога 35Н-543 Первомайское - Урожайное (по украинской классификации - территориальная автодорога С-0-11350).

## Население
| 2001  | 2014  | 2015  | 2016  | 2017  | 2018  | 2019  |
| ----- | ----- | ----- | ----- | ----- | ----- | ----- |
| 3578  | ↘3447 | ↗3458 | ↗3470 | ↗3517 | ↗3599 | ↗3655 |
| 2020  | 2021  |       |       |       |       |       |
| ↗3656 | ↗3823 |       |       |       |       |       |

## Состав
В состав поселения входят 2 населённых пункта:
| № | Населённый пункт | Тип населённого пункта | Население на 2014 год |
| - | ---------------- | ---------------------- | --------------------- |
| 1 | Живописное       | село                   | ↗144                  |
| 2 | Урожайное        | село, центр            | ↗3679                 |

## История
Решением облисполкома от 10 августа 1954 года был образован Урожайновский сельский совет путём объединения Первомайского и Загорского сельсоветов. 8 сентября 1958 года входившие в состав совета сёла Искра и Кали́нино были включены в состав Первомайского, а Загорское и Свердло́во — в Урожайное. На 15 июня 1960 года в составе совета числились сёла:

| - Живописное, - Первомайское, - Солнечное, | - Урожайное, - Чайкино |

Указом Президиума Верховного Совета УССР «Об укрупнении сельских районов Крымской области», от 30 декабря 1962 года Симферопольский район был упразднён и сельсовет присоединили к Бахчисарайскому. 1 января 1965 года, указом Президиума ВС УССР «О внесении изменений в административное районирование УССР — по Крымской области», вновь включили в состав Симферопольского. Решением Крымского областного Совета депутатов трудящихся от 7 февраля 1972 года № 69 из Урожайновского сельсовета был выделен Первомайский в составе сёл Первомайское, Красное и Чайкино, а Солнечное передано в Молодёжненский поссовет.
С 12 февраля 1991 года сельсовет в восстановленной Крымской АССР, 26 февраля 1992 года переименованной в Автономную Республику Крым. С 21 марта 2014 года в составе Крыма аннексировано Россией. Законом «Об установлении границ муниципальных образований и статусе муниципальных образований в Республике Крым» от 4 июня 2014 года территория административной единицы была объявлена муниципальным образованием со статусом сельского поселения.